# باتريشيا نومان
باتريشيا جوي نومان (مواليد 6 أبريل 1941) هي جراحة أمريكية في مجال الغدد الصماء. وهي مؤسسة رابطة الجراحات النساء، والرئيسة السابقة للكلية الأمريكية للجراحين، وأستاذة فخرية في جامعة ولاية نيويورك الشمالية الطبية.

## بداية حياتها
وُلدت نومان في مدينة نيويورك في 6 أبريل 1941 لكنها انتقلت إلى ريف نيويورك كطفلة صغيرة عندما فقد والدها وظيفته في المدينة. نشأت في مدينة دنفر في ولاية نيويورك، وهي بلدة صغيرة في جبال كاتسكيل، والتحقت بمدرسة روكسبري المركزية في روكسبري، نيويورك. عندما كانت مراهقة، عملت كمساعدة لممرضة في المستشفى، ثم التحقت بجامعة روتشستر للحصول على درجة البكالوريوس في العلوم. وحصلت على شهادة الطب من جامعة ولاية نيويورك الشمالية الطبية في عام 1965، وبعد فترة تدريبها أكملت مرحلة الإقامة الطبية في الجراحة العامة من عام 1966 إلى عام 1970.

## حياتها المهنية
انضمت نومان إلى الهيئة التدريسية في جامعة ولاية نيويورك الشمالية الطبية في عام 1970 كأستاذة مساعدة في الجراحة وكانت أول جراحة أنثى في الجامعة. تم ترقيتها إلى رتبة أستاذة مشاركة في عام 1975. ومن عام 1978 إلى عام 1984، شغلت منصب العميد المشارك لكلية الطب في الجامعة. أصبحت أستاذة في الجراحة في عام 1989 وحصلت على منصب أستاذة لويد روجرز في جراحة عام 2000، وهو منصب شغلته حتى تقاعدها في عام 2007، عندما أصبحت أستاذة فخرية. بعد تقاعدها، أنشأت جامعة ولاية نيويورك الشمالية منصب كرسي باتريشيا نومان في الجراحة، أول كرسي في الجامعة سُمي تيمناً بامرأة.
شغلت نومان مناصب في مستشفى كراوس-ايرفينغ التذكراية (كجراحة استشارية، 1970-2006) ، ومستشفى شؤون المحاربين القدامى في سيراكيوز (كجراحة موظفة، 1970-2007) ، ومستشفى جامعة ولاية نيويورك الشمالية (كجراحة مُعالجة، 1989-2007). تخصصت نومان في جراحة الغدد الصماء، خاصةً علاج مرض الغدد الدرقية والجار درقية وأمراض الثدي، وكتبت عن هذه الإجراءات في عدة فصول في كتبٍ دراسية طبية ومقالات في مجلاتٍ علمية. في عام 2007، أسست مركز باتريشيا نومان لجراحة الثدي والغدد الصماء في جامعة ولاية نيويورك الطبية. 
شاركت نومان في العديد من المنظمات المهنية. حيث أصبحت زميلة للكلية الأمريكية للجراحين في عام 1974 وحصلت على أعلى تكريم في الكلية، جائزة الخدمة المتميزة، في عام 2006. وعُينت رئيسة للكلية في عام 2011، مما جعلها المرأة الثانية التي تشغل هذا المنصب. أسست جمعية الجراحات النساء في عام 1982 وشغلت منصب رئيسة الجمعية بين عامي 1986 و1987. كانت أول امرأة ترأس المجلس الأمريكي للجراحة، وهو منصب شغلته من 1994 إلى 2002. شاركت في تأسيس جمعية التعليم الجراحي، ونتيجة انتخابها كرئيسة للجمعية في عام 1985، أصبحت أول رئيسة أنثى لأي منظمة جراحية وطنية في الولايات المتحدة.

## جوائزها ومراتبها الشرفية
تشمل جوائز ونومان ومراتبها الشرفية جائزة ولاية نيويورك للتميز في الطب (1994)، وجائزة نينا ستار برونوالد من جمعية الجراحات النساء (1998)، وجائزة الخدمة المتميزة لمؤسسة لسوزان كومن لسرطان الثدي (2001)، ووسام إليزابيث بلاكويل من الجمعية الطبية النسائية الأمريكية (2006)، وجائزة ISS من الجمعية الدولية للجراحة (2011). وحصلت على زمالة فخرية من الكلية الملكية للأطباء والجراحين في غلاسكو والكلية الملكية للجراحين في أدنبرة في عامي 2011 و2012 على التوالي. وفي عام 2012، حصلت على درجة الدكتوراه الفخرية في العلوم من جامعة ولاية نيويورك الشمالية الطبية.a